# AE제
AE제(air entraining agent)는 콘크리트에서 작은 기포를 의도적으로 일괄적으로 생성하는 물질이다. 계면활성제의 일종이며 원하는 크기의 거품들이 형성할 수 있게 한다. 콘크리트 혼합 과정에서 만들어지며, 굳혀질 때 이 중 대부분이 생존한다.
공기 거품의 지름은 보통 10~500 마이크로미터이며 촘촘한 편이다.